# ヴェアヴォルフ (総統大本営)

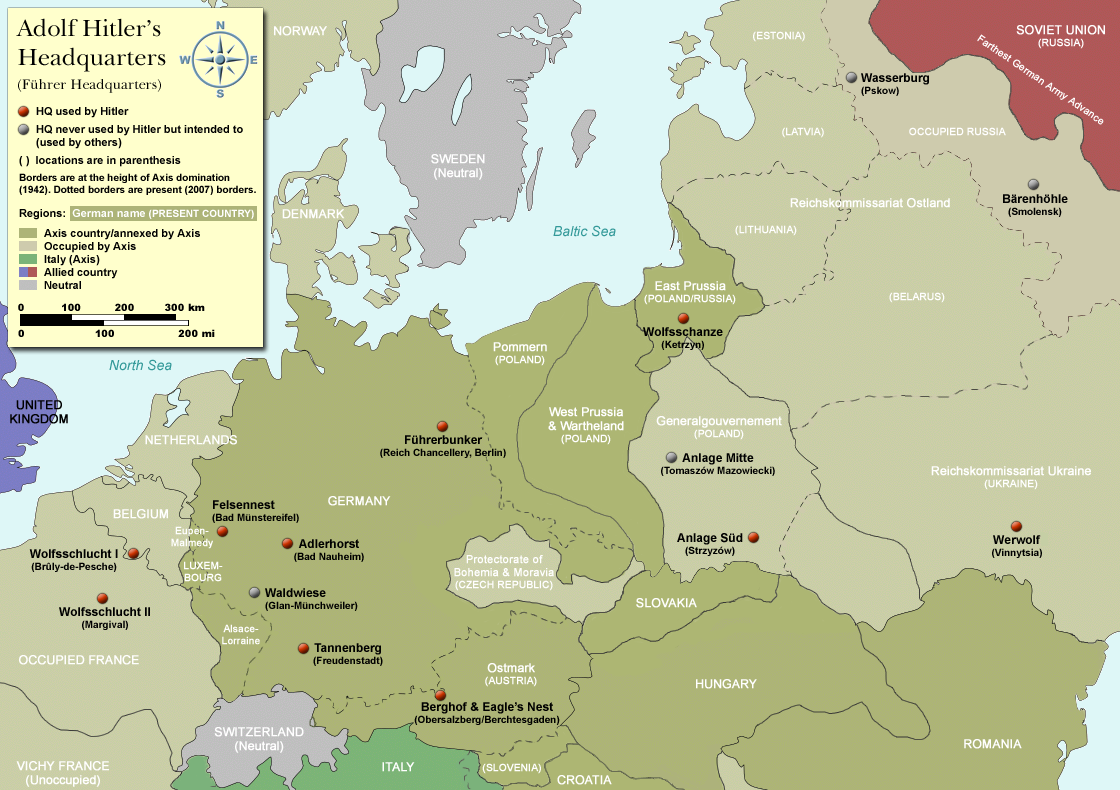
「ヴェアヴォルフ」と、ヨーロッパにおける他の総統大本営の位置を示す地図

「総統大本営ヴェアヴォルフ」（そうとうだいほんえいヴェアヴォルフ、ドイツ語: Führerhauptquartier Werwolf）は、ウクライナのヴィーンヌィツャ北方およそ12キロ（7.5マイル）の松林内に位置し、1942年から1943年にかけて用いられた、アドルフ・ヒトラーの第二次世界大戦・ヨーロッパ東部戦線における軍事指揮所の一つに対する呼称である。ヨーロッパ各地にあった多数の総統大本営の一つであり、ヒトラー本人が用いた最東端に位置するものであった。

## 名称
ドイツ語の「Werwolf」または「Wehrwolf」から採られた名で、「人狼」と訳せる。ナチスはまた、「Werwolf」という言葉を第二次大戦末期にかけて、占領軍に対するゲリラ攻撃の計画を持つ地下抵抗組織を指す呼称としても用いていた。命名方式は「ヴォルフスシャンツェ」のような、第二次大戦における他の総統大本営に対したものと合致したものである。そのいくつかは、「狼」（Wolf）という綽名を持っていたヒトラー自身になぞらえて命名された。当地はまた、ドイツ国防軍司令部の中でも最東端に位置していた。

## 大本営
当の複合建築は、ウクライナのヴィーンヌィツャ北方約12キロ（7.5マイル）にある松林の中、キエフ幹線道路におけるストリツァブカとコロ・ミハイロブカの村の間に位置した。1941年12月から1942年6月の間に、ソビエト軍の戦争捕虜によって最高度の機密として建設が行われた。この位置取りはナチスが計画していた、当地と接続しクリミア半島へ向かうヨーロッパ横断幹線道路に影響されていたということもありうる。ドイツ国防軍は自前の地域司令部をヴィーンヌィツャに構え、またドイツ空軍はおよそ20キロ離れたカリノフカに飛行場を置いて、大規模根拠地としていた。
ヴェアヴォルフにおけるヒトラーの居住施設（ドイツ語で「Führerhaus」）は、人目につかない中庭の横に建てられたつつましい木造の小屋で、専用のコンクリート製掩蔽壕を備えていた。その他の複合建築は、およそ20棟の木造家屋と兵舎、そして3箇所に及ぶ「B」級掩蔽壕からなっており、辺りに巡らされた有刺鉄線と地下通路で結ばれた地上の防御陣地に取り巻かれていた。当地域を防御用の掩蔽壕、高射砲と戦車、そして対戦車用の溝と地雷原が囲んでいた。
喫茶室、理髪室、浴場、サウナ、映写施設、水泳プールが備えられており、主としてヒトラーのためであったが、これらの付帯施設を彼が実際に用いることはなかった。当設備にはまた、大規模な野菜園があり、ドイツの園芸会社ツァイデンシュピナーが管理を行って、ヒトラーに安全な食材を提供していた。ヒトラーは毒を盛られることを警戒していたので、彼の個人付き料理人が野菜を選び、食材は化学的に分析され、次いで毒味役が試食を行った。ヒトラーの主張に基づき、酸素タンクもまた利用可能であった。当施設のための水は被圧井戸で供給され、電力は発電機でまかなわれた。ロイド・クラークなど数名の歴史研究者は、いくつかの建物が地下通路で結ばれていたと指摘する。
掩蔽壕はトート機関により、一部は地元のウクライナ人労働者、強制労働者を用いて建設されたが、主にはソビエト軍の戦争捕虜によるものであった。秘密裏の建設事業の呼称は「Anlage Eichenhain」（「樫木立の駐留地」）であった。
当複合施設には、ベルリンから当施設の20キロ遠方にあるカリノフカの飛行場に至る、3時間を要する日毎の航路が供されていた。ベルリン・シャルロッテンブルク地区からヴェアヴォルフの「アイヒェンバイン」停車所に至るまでの、定時の鉄道連絡もまた存在した。この鉄路は34時間を要した。
東方における戦役の間、ヒトラーは主に総統大本営ヴォルフスシャンツェ（東プロイセンのラステンブルク付近（現ポーランド・ケントシン））に住んでいたが、総統大本営ヴェアヴォルフには3度に渡って滞在した。
- 1942年7月16日から、同年10月30日にかけて。気候は暑熱で摂氏45度にも達し、掩蔽壕は高湿度であった。ヒトラーは重度のインフルエンザに罹患しており、体温は摂氏40度にまで上昇していた。このような体調の中で彼は、南方軍集団を2分してスターリングラードとコーカサス油田地帯への同時到達を試みる、運命的な「総統指令第45号（英語版）」を発した[9]。
- 1943年2月19日から、同年3月13日にかけて。スターリングラードにおけるドイツ軍の敗北を受けた、エーリッヒ・フォン・マンシュタイン陸軍元帥によるハリコフ攻勢を視察するためであった。
- 1943年8月27日から、同年9月15日にかけて。失敗に終わった、ハリコフ防衛を視察するためであった。

## 歴史
当地域を放棄するにあたって、ナチスは地下構造物への通路に地雷を設置するなどして、当施設を破壊した。ナチスが去った後、ヨシフ・スターリンの命令により当地の調査が行われたが、資料の類は発見されなかった。ソビエト連邦は、当複合施設の地下部分を常時封鎖する措置を執った。
今日では、水泳プールとコンクリート破片のみがなおも当地で眼につく存在であり、公開の娯楽場とされている。当地は訪問可能であるが、完全な博物施設を造る計画は2018年8月現在、実現を見ていない。近傍には、ストリツァブカでナチスにより墓坑に埋められた、数千人の労働者その他の人々の記念碑がある。

## 写真

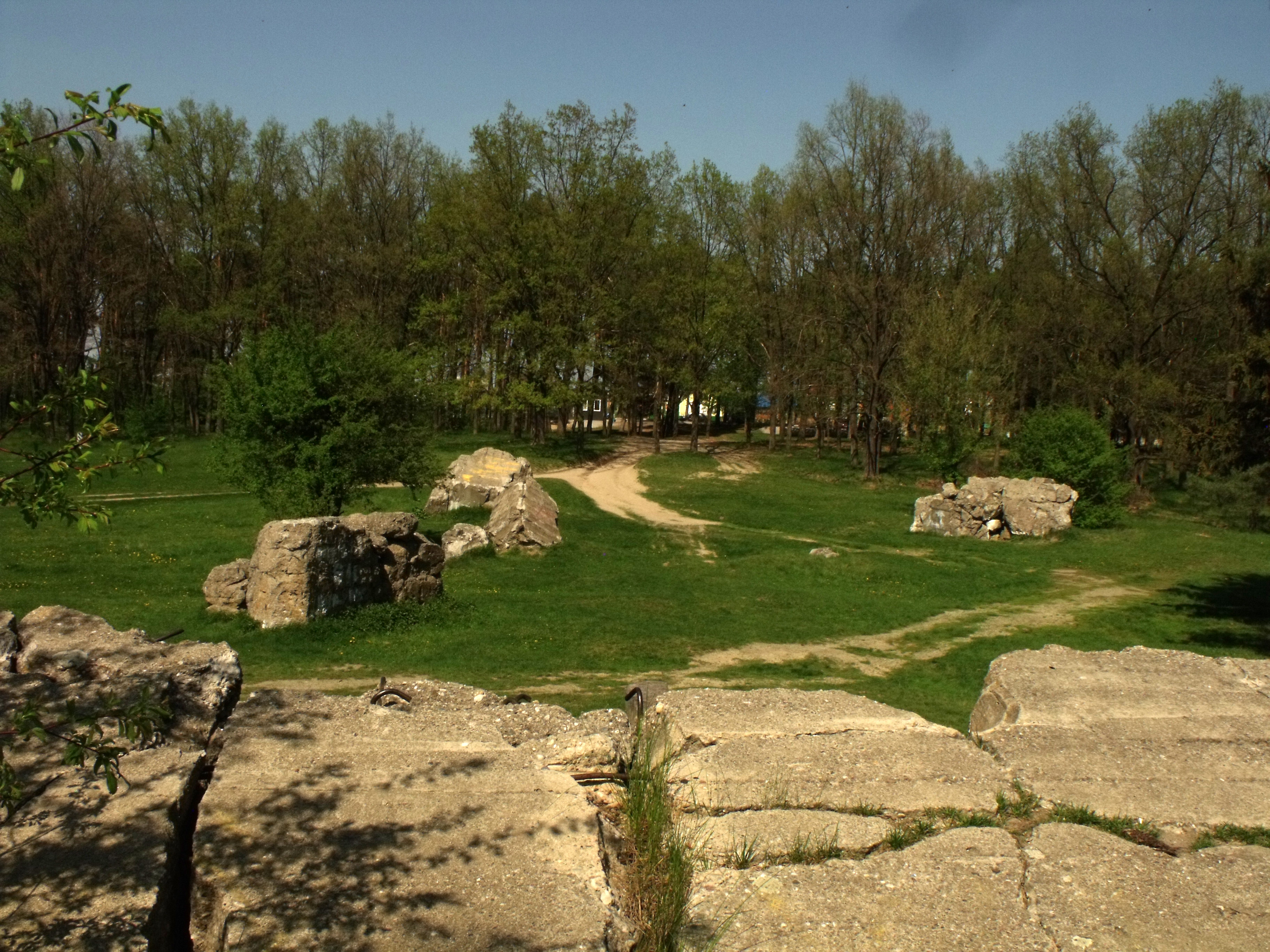
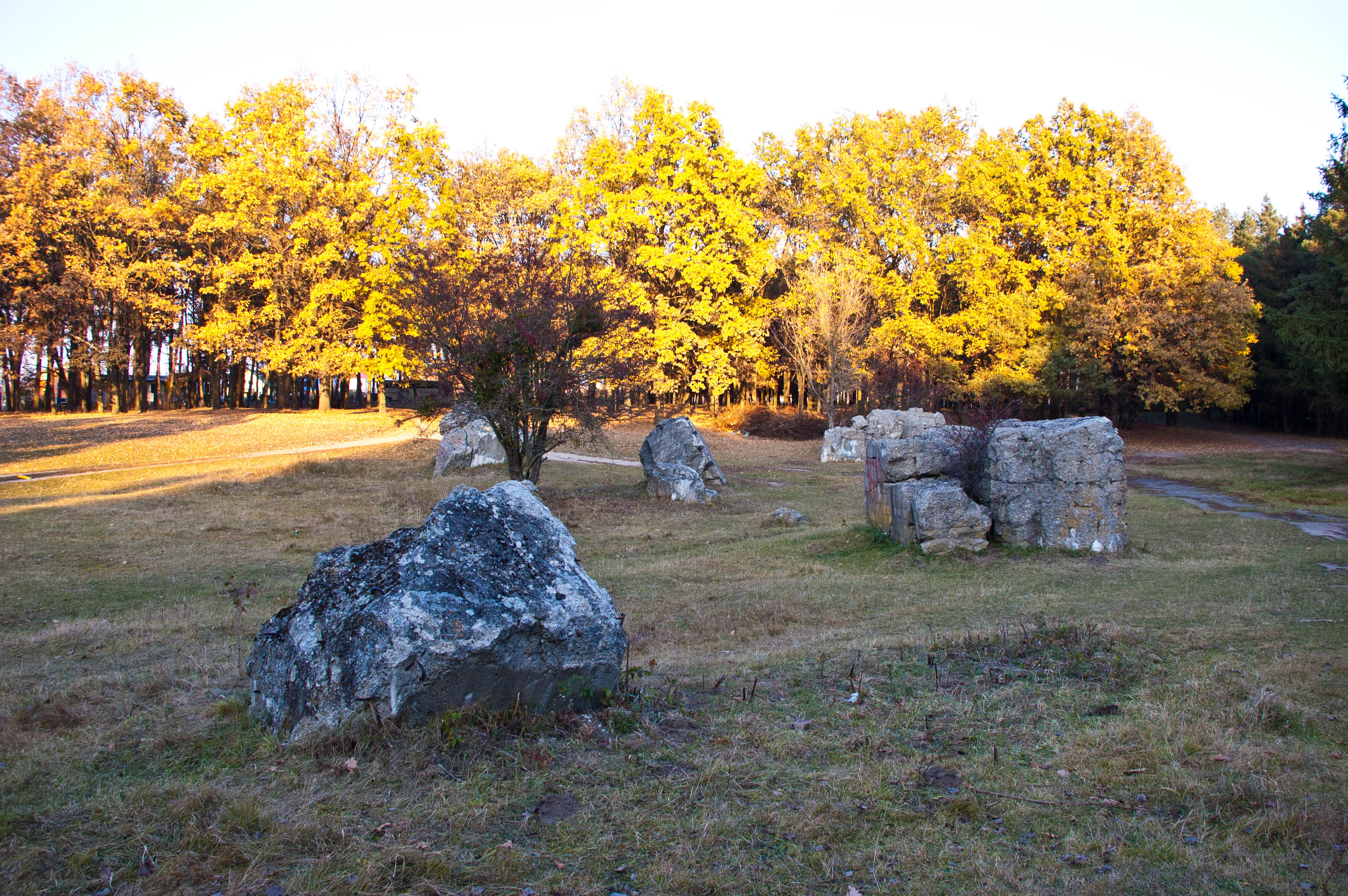
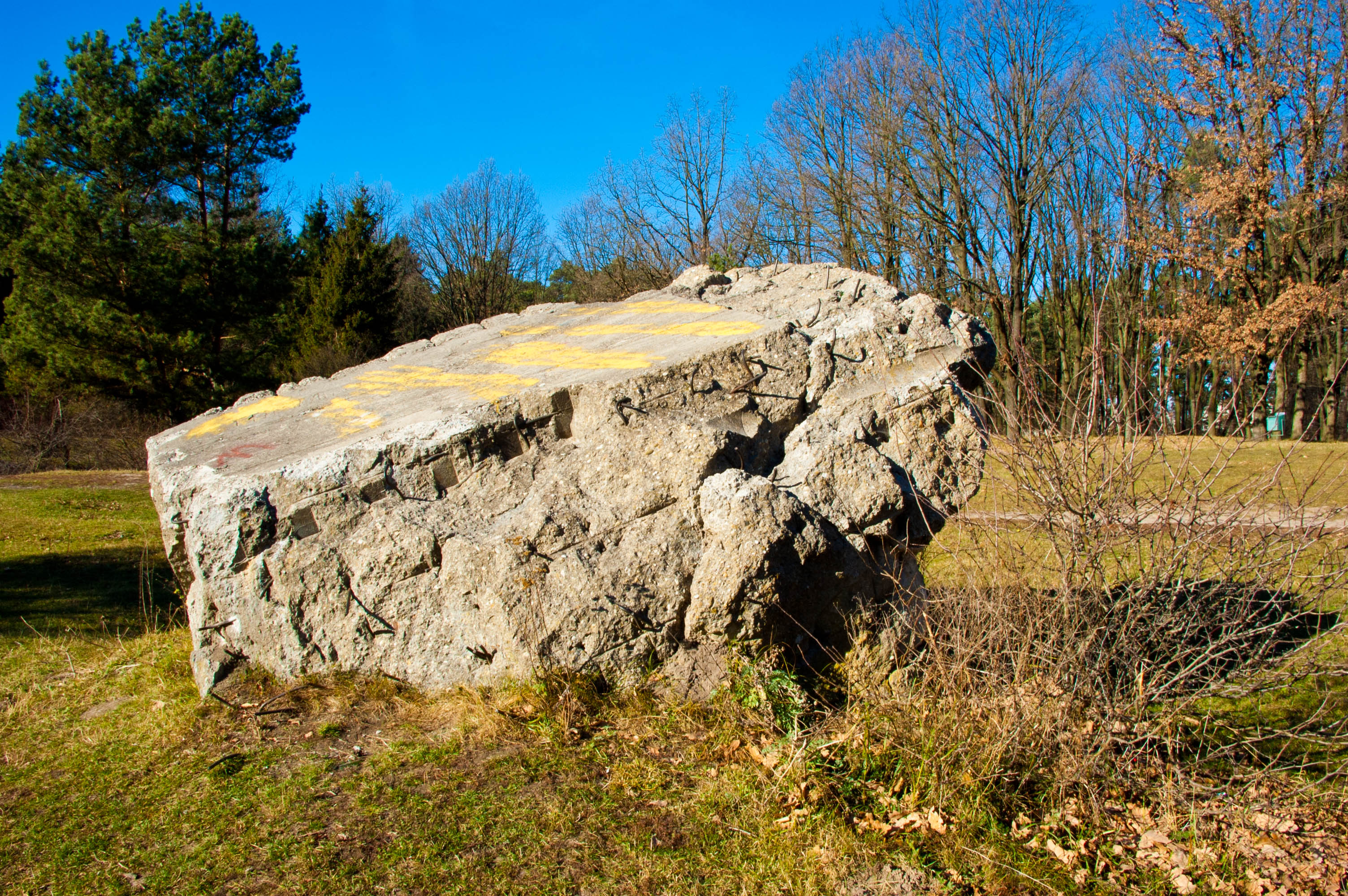
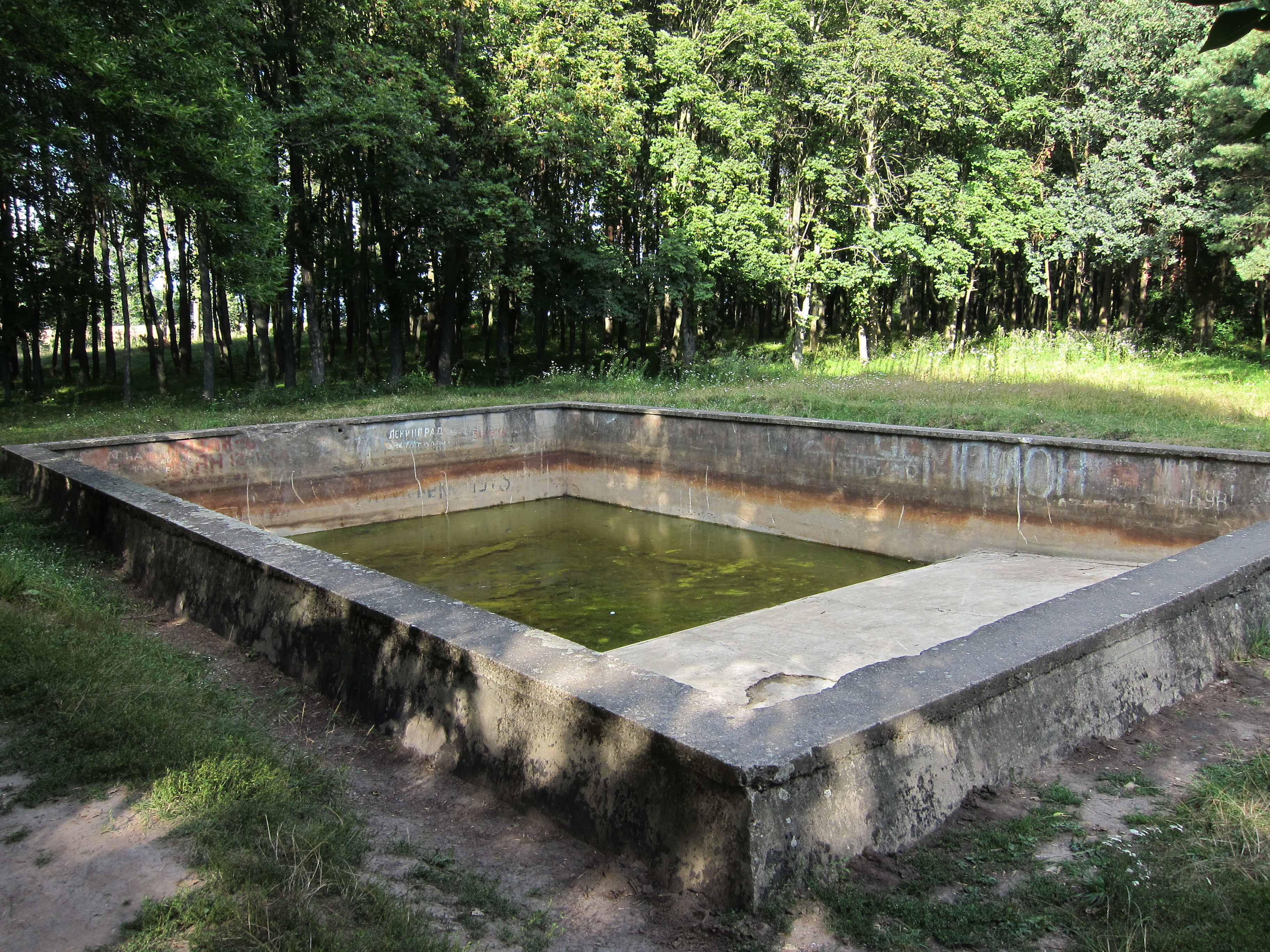
掩蔽壕施設の水泳プールの跡。
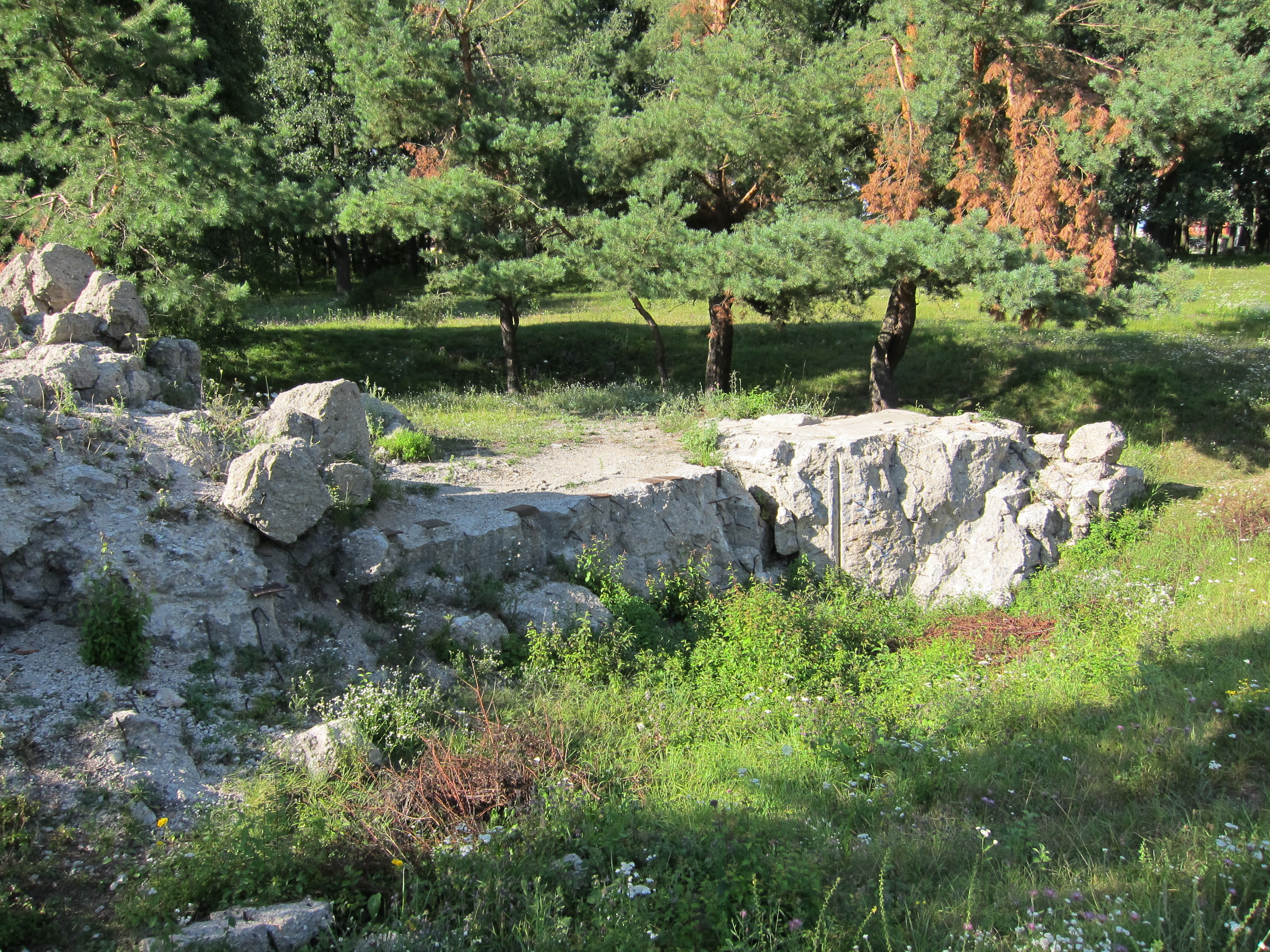
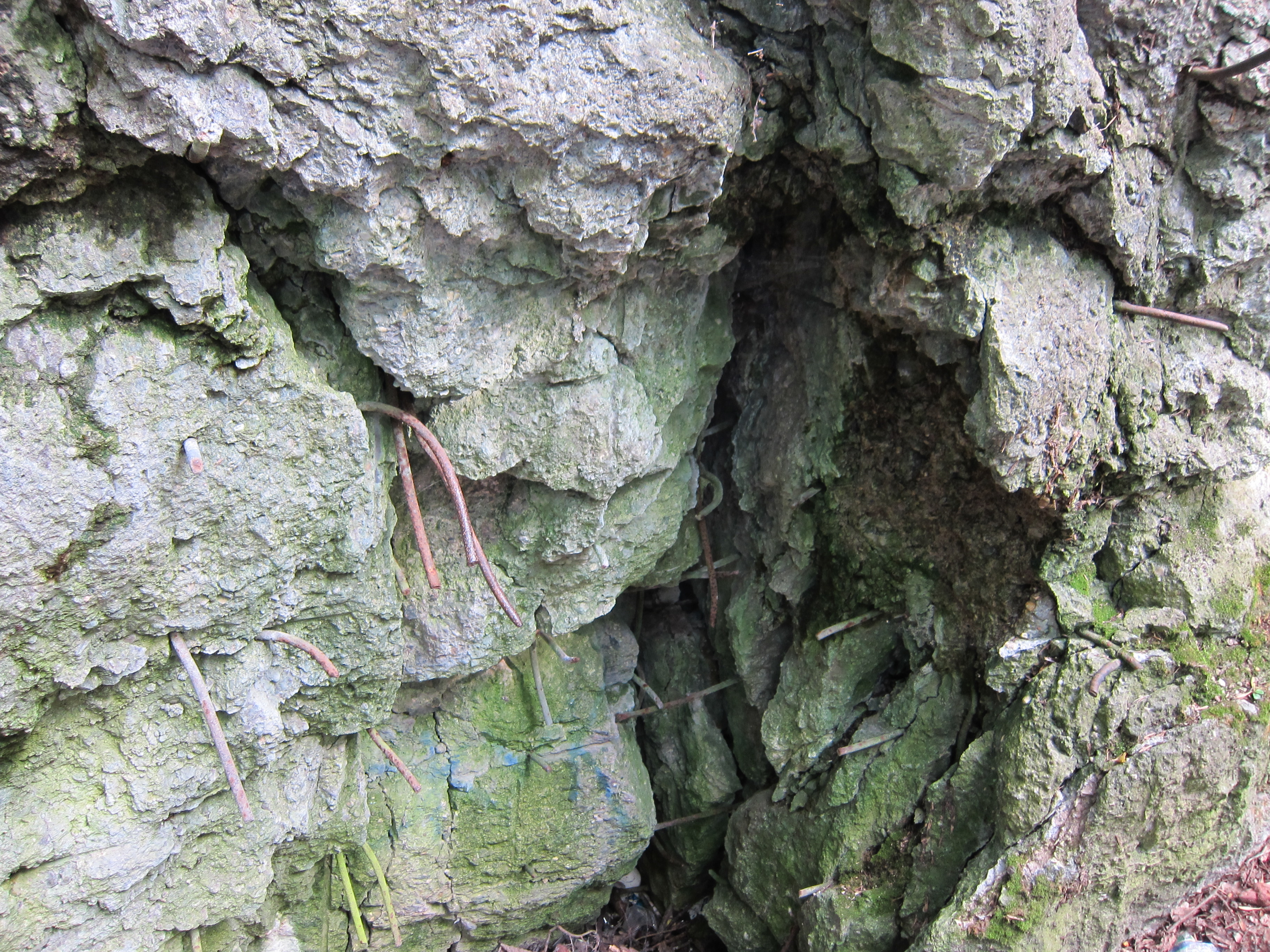
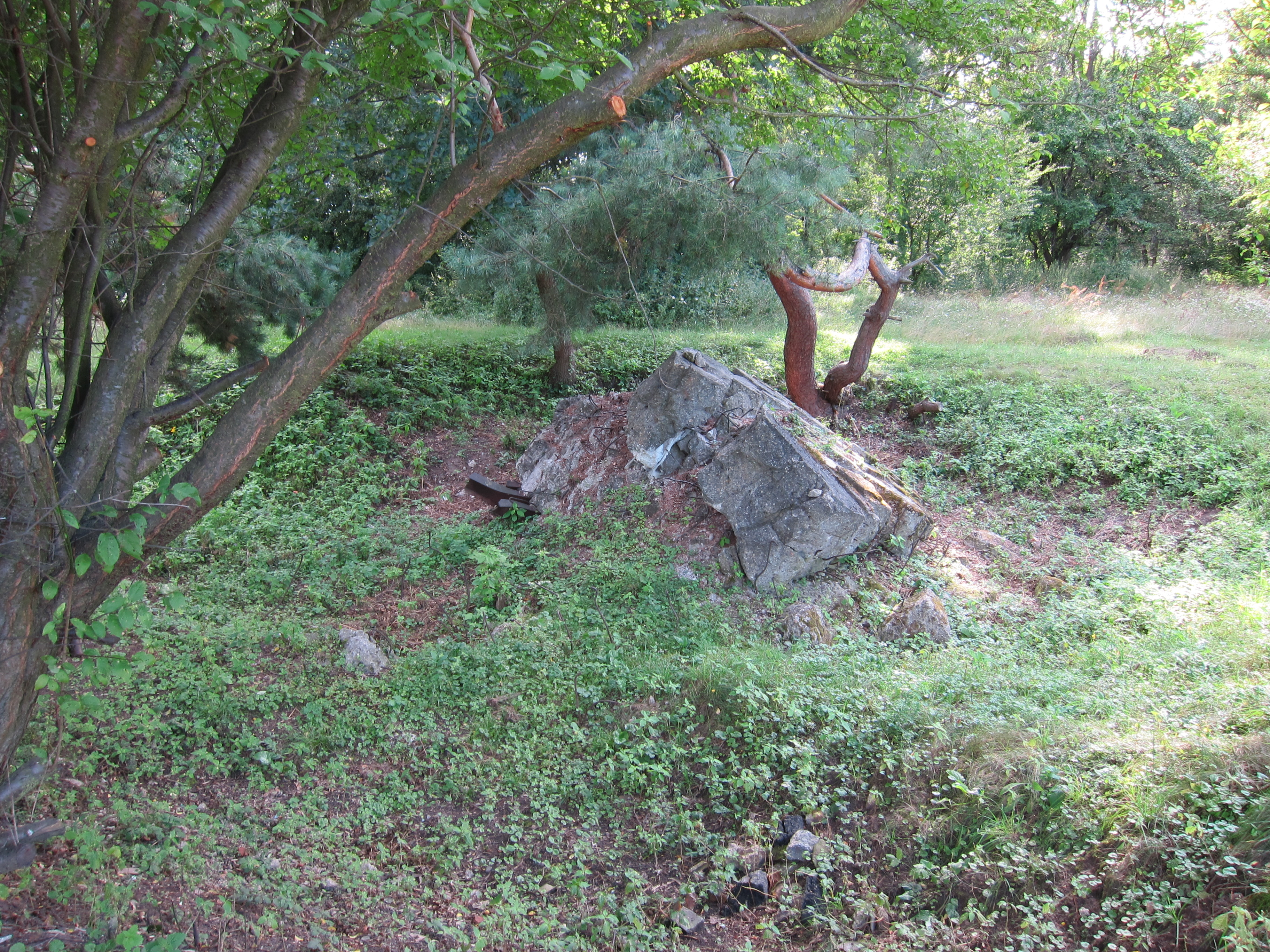
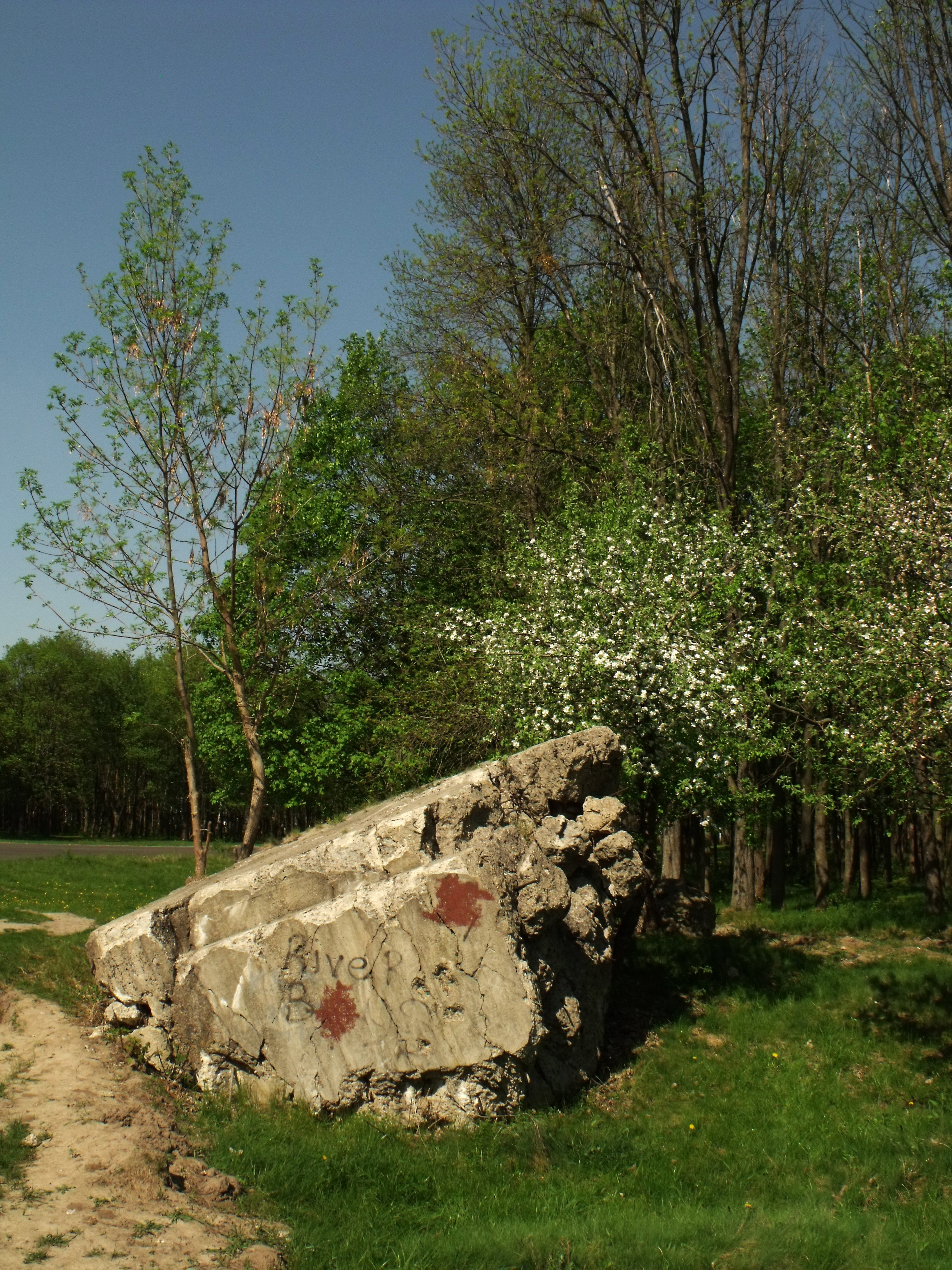
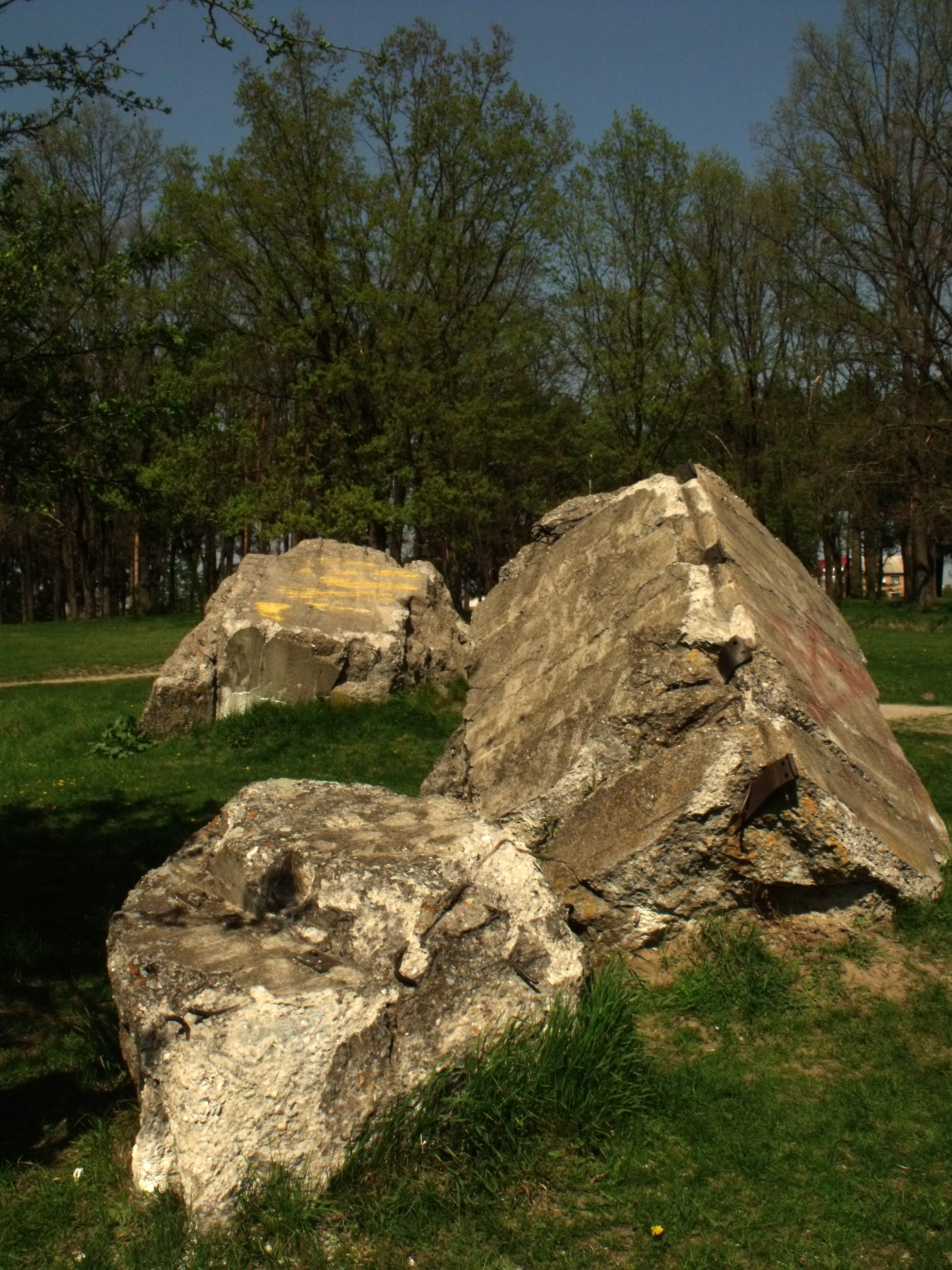
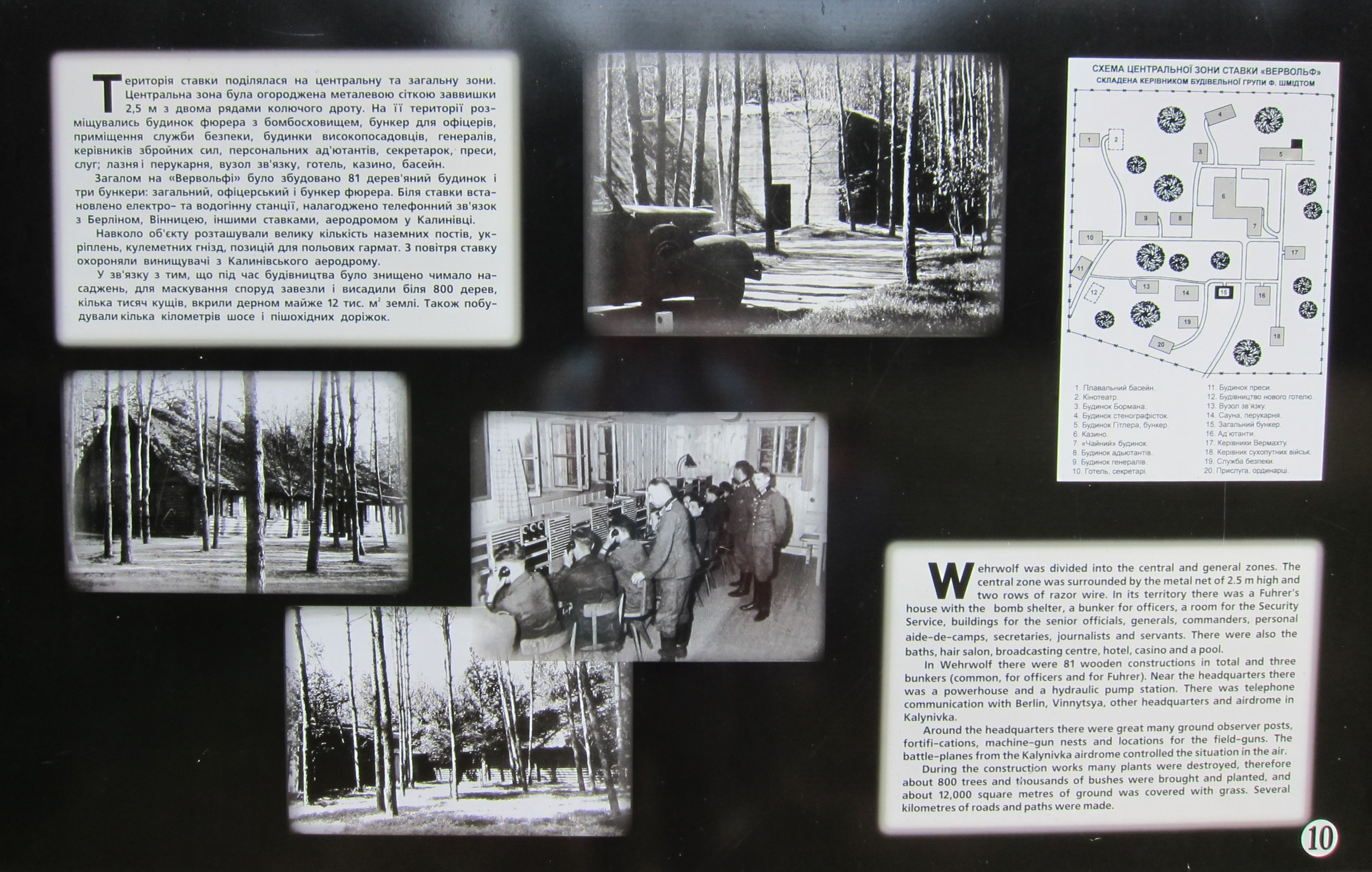
ヴェアヴォルフ (総統大本営) 中央部に関する解説掲示。